# Madame de (roman)
Pour les articles homonymes, voir Madame de... (homonymie).
Madame de est un roman publié par Louise de Vilmorin chez Gallimard en 1951.
Madame de, le plus célèbre roman de Louise de Vilmorin, est une « sorte de sotie sur le mensonge et ses conséquences en chaîne ».
Ce livre, dont la composition fut lente, n’a pas reçu d’autre titre car Louise de Vilmorin, ne trouvant aucun nom qui la satisfasse, finit par s’habituer au simple « Madame de… » Il lui a été inspiré par un homme, le comte Cari Wilczek, qu’elle avait connu à Vienne et beaucoup aimé.

## Adaptations
- 1953 : Madame de..., film de Max Ophüls, avec Danielle Darrieux, Charles Boyer et Vittorio de Sica
- 2001 : Madame de..., téléfilm de Jean-Daniel Verhaeghe, avec Carole Bouquet, Raoul Bova et Jean-Pierre Marielle

## Éditions
- Madame de, Paris, Gallimard, coll. « NRF », 1951
- Madame de, Paris, Bernard Grasset, coll. « Les Cahiers Verts N° 8 », 1951